# Bachia flavescens
Espèce
Synonymes
- Chalcides flavescens Bonnaterre, 1789
- Chalcides cophias Schneider, 1801
- Chalcides monodactylus Daudin, 1802
- Chalcides tridactylus Daudin, 1802
- Colobus daudini Merrem, 1820
- Chalcides schlegeli Duméril & Bibron, 1839
- Chalcides trilineatus Peters, 1873
- Cophias boettgeri Boulenger, 1887
- Bachia parkeri Ruthven, 1925

Statut de conservation UICN

 LC  : Préoccupation mineure
Bachia flavescens est une espèce de sauriens de la famille des Gymnophthalmidae.

## Répartition
Cette espèce se rencontre :
- en Colombie ;
- au Venezuela en Amazonas et au Bolívar ;
- à Tobago ;
- au Guyana ;
- au Suriname ;
- en Guyane ;
- au Brésil en Amapá, au Pará, au Roraima et en Amazonas.

## Publication originale
- Bonnaterre, 1789 : Tableau encyclopédique et méthodique des trois règnes de la nature, Erpétologie. Panckoucke, Paris, p. 1-71.